# زون
زون شهری در شهرستان بورزانگا در استان بام در بورکینافاسوی شمالی است و جمعیت آن ۱۶۲۰ نفر است.